# Струковский сад
Стру́ковский сад (Парк имени М. Горького) — старейший парк Самары, расположенный на берегу Волги, рядом с Самарским драматическим театром и напротив особняка Наумова.

## История
Ранее на территории, вплотную примыкающей к набережной Волги, располагался лесной массив, принадлежавший управляющему Илецкими соляными промыслами Г. Н. Струкову, действительному статскому советнику, который построил здесь усадьбу и разбил сад.
В 1820 году он возглавлял в Самаре соляное управление. С 1828 года правление промыслами перебазировалось в Соль-Илецк. Сад на берегу Волги постепенно пришёл в полное запустение. Из-за махинаций вся его собственность в 1848 году была распродана, сад за 900 рублей достался титулярному советнику Д. Е. Обухову, который вскоре уступил его городскому обществу. Позже город приобрел ещё несколько участков смежной земли, снёс избы и хозяйственные постройки, отделявшие сад от Волги, и его площадь стала составлять более семи гектаров.

## Общественный сад
В мае 1849 года Самару посетил симбирский губернатор П. Д. Черкасский (до 1851 г. Самара входила в Симбирскую губернию). Князь удивился, что такое прекрасное место пустует, предложил привести сад в порядок и отвести для общественных прогулок. По счастью, в свите губернатора находился служащий его канцелярии Михаил Николаевич Островский, брат известного драматурга. В одном из своих писем, их отыскал в Москве самарский краевед А.И. Носков, он рассказывает о том, как происходило открытие Струковского сада.

«Этот сад, до тех пор заброшенный, в продолжение двух дней был наполнен до 150 человек рабочими, которые расчистили дорожки, разбили палатки, приготовили иллюминацию и фейерверк. После обеда вся Самара двинулась в сад, весь прекрасный пол, разряженный до последней степени, явился на гулянье, музыка гремела, песенники пели, все веселились в честь князя. Дамы, мы и несколько дворян собрались в палатке, там мы пили чай, ели мороженое, болтали; наконец, лопнула ракета, все выбежали в сад, фейерверк сгорел, мы двинулись в дом помещика Неронова, где танцевали до утра в честь князя…После бала мы рано утром выехали из Самары и, правду сказать, немного грустно было расставаться с этим веселым, добрым, радушным городом.»

В путеводителе XIX века «Живописная Россия» можно прочесть мнение:

«Особо хорош Струковский сад, обширный и довольно старый, приспособлен к общественным гуляниям с 1851 г… В летние вечера — музыка…»

Мнение Константина Павловича Головкина:

«Центральная аллея называлась, например, скотопрогонной. Это презрительное название она получила, потому что по ней гуляла демократическая часть обывателей города „горчица“ со своими „дамами“ (самарскими перешницами) и подростки. Здесь они чувствовали себя свободнее и вели непринужденно и развязно. Громкий разговор, хохот, иногда перекличка и русская крепкая ругань были обыденным явлением. Сидящие в этой аллее на лавочках молодцы развлекались над прохожими подставлением ног и просто отпускали гнусные комплименты. Приличная публика избегала эту аллею и гуляла по Набережной и по Предвокзальной дорожке»

3 июня 1849 года состоялось торжество с иллюминацией и фейерверками по поводу открытия Струковского сада для самарской публики.
В 1856 году город купил соседний сад купца П. С. Синягина, а в 1871 году присоединил и сад поручика Кроткова. Таким образом, сад значительно расширился. Следила за его благоустройством Садовая комиссии, выбираемая из числа гласных городской думы. Позднее в её ведение перешли все городские сады и скверы.
29 августа 1871 года парк посетил Император Александр II.

## Струковский сад при П. В. Алабине
В 1871 году Самарская городская дума для управления садом избралa садовую комиссию, в неё входили известные садоводы-любители П. В. Алабин, И. Л. Санин, Е. Н. Аннаев. Дума отказалась от услуг содержателей и выделила 1 800 рублей на заботу о саде.
По воспоминаниям Петра Владимировича Алабина, «…вместо приносивших только убытки оранжереи и теплицы с экзотическими растениями выстроена небольшая теплица для современной выгонки цветов на украшение садовых клуб, с этой же целью сохранено несколько парников; для жилья садовнику выстроен хорошенький домик и такой же для сторожей; часть сада обнесена изящным, резным деревянным забором в каменных столбах, на каменном фундаменте; вместо безобразной деревянной лестницы сделана большая каменная лестница по всей горе от входа в сад до его главной площади; изящной решеткой отделена часть сада к летней даче губернатора; проведены и засажены новые аллеи с хорошими по ним дорожками; устроены большие резервуары для воды; сделано много новых цветочных клуб; насажены рощицы на бывших пустырях; заведен большой питомник скорорастущих деревьев и кустарников, из которых уже высажено на места более 800 штук; устроено много новых скамеек; сад хорошо освещен фонарями на деревянных столбах красивого рисунка; наконец, ветхий воксал, безобразивший собой картину сада, уничтожен и на его месте сооружен вполне изящной архитектуры воксал, с которого открывается великолепный вид на Волгу…».
В 1878 г. был возведен грот, в 1886 г. – построены фонтаны. Позже открыты курзал, бильярдная, кегельбан. С 1898 г. проходили сеансы синематографа, в 1903 г. начал работать «Биоскоп». Летом в парке размещался цирк-шапито, зимой на территории заливали каток. Играл оркестр.

## Парк в советское время
В 1936 году преобразован из городского сада в городской парк культуры и отдыха им. М. Горького Куйбышевского городского Совета депутатов трудящихся, с 1945 года — отдела культпросветработы Куйбышевского городского исполкома (c 1953 года — городского управления культуры Куйбышевского горисполкома). С 1961 года парк являлся самостоятельным государственным хозрасчётным учреждением с функциями: культурный отдых населения и проведение разносторонней культурно-оздоровительной работы среди взрослых и детей.
Была построена крытая концертная эстрада, ворота на входе в сад со стороны перекрёстка улиц Куйбышева и Красноармейской, фонтан, заасфальтированы дорожки. Установлен памятник А. М. Горькому (скульптор И. Б. Федоров, архитектор А. Г. Моргун).

В летнее время в парке работали детские аттракционы и кафе. 
На территории сада располагался детский бассейн «Чайка».

## Настоящее время
Парк имеет название «Струковский парк имени М. Горького» (о чём есть информация на табличке у входа).
В парке проводятся такие ежегодные культурные мероприятия как «День прессы», красочный праздник — «Фестиваль цветов» и международный фестиваль уличного искусства «Пластилиновый дождь» (с 2011 г.).
В 2021 году в парке сооружен монумент памяти первого исполнения известного вальсу «На сопках Маньчжурии». Первое исполнение вальса состоялось в Струковском саду 24 апреля 1908 года (по другим данным – в 1907 году).

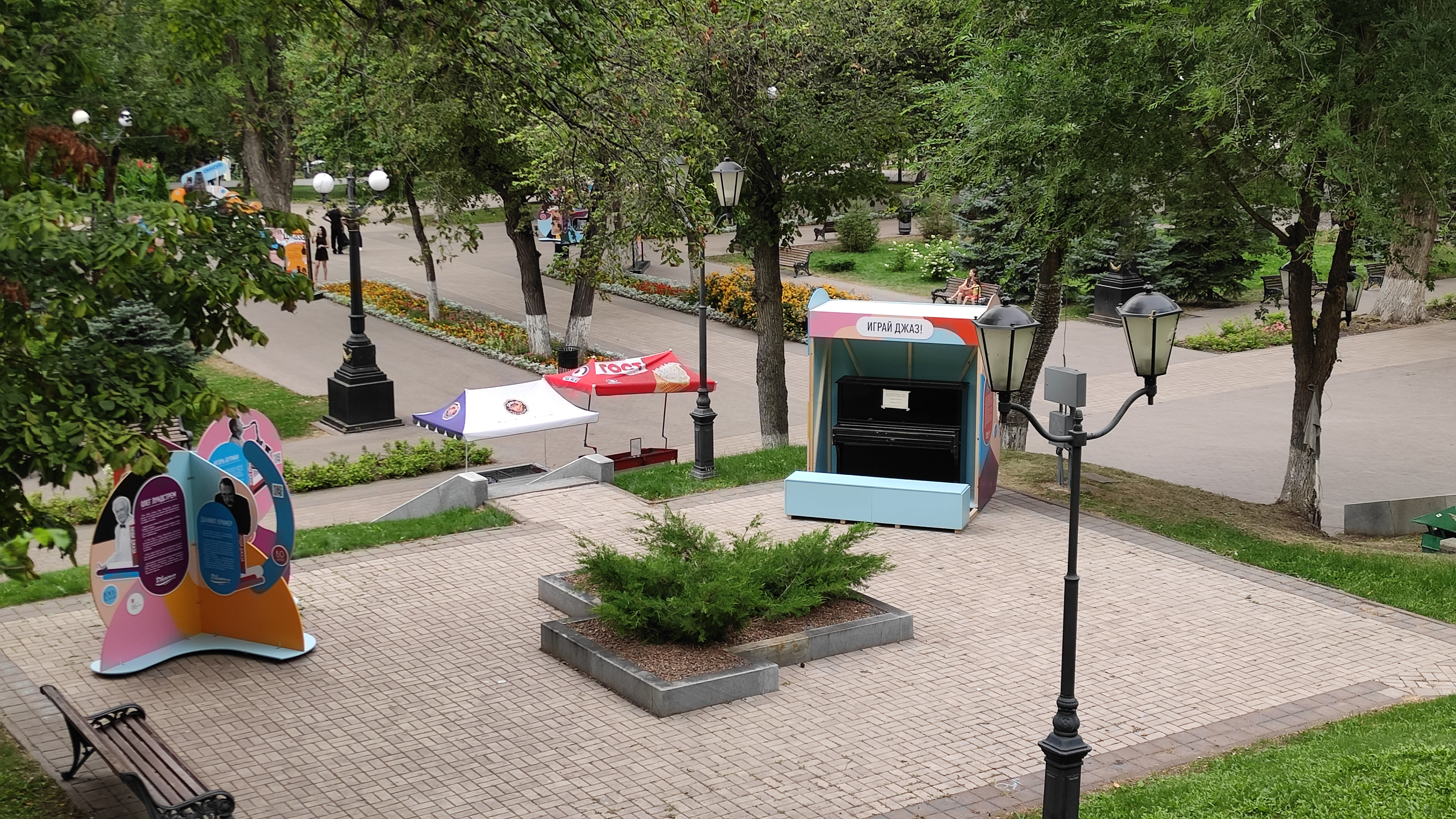
Джазовый фестиваль в Струковском саду
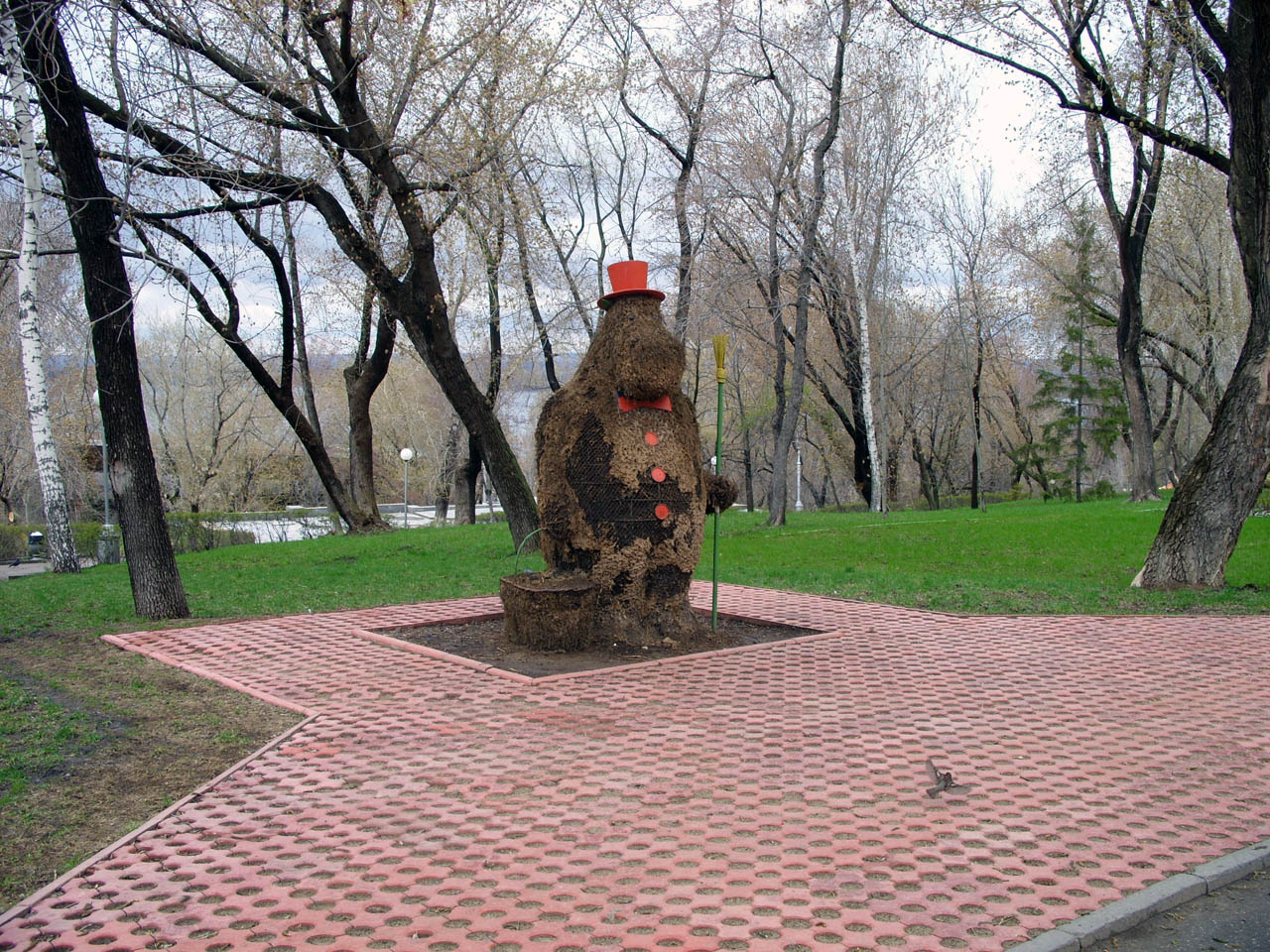
Муми-Тролль
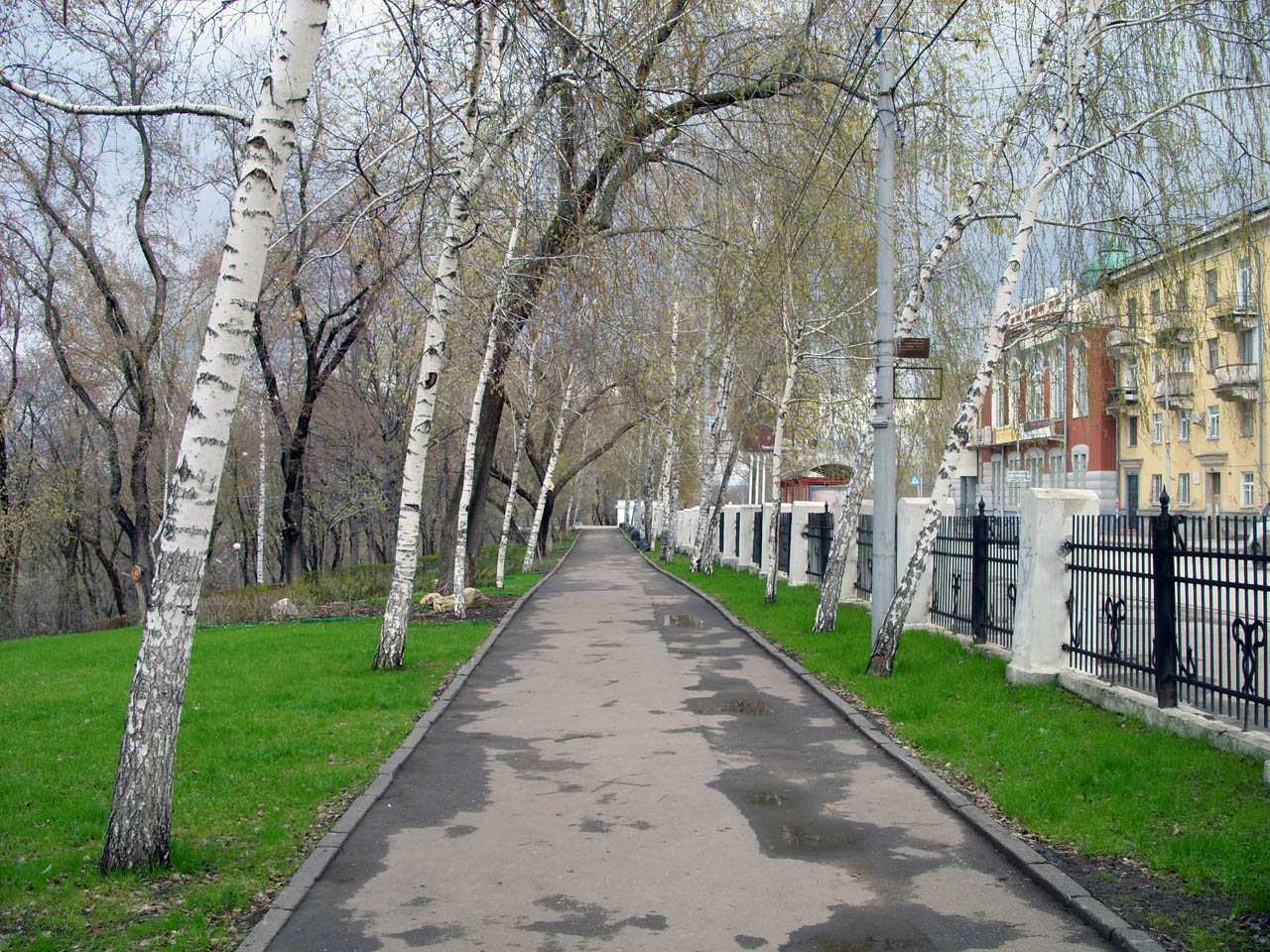
Берёзовая аллея в сторону Театра Драмы
Мемориал памяти первого исполнения (в Струковском саду) вальса «На сопках Маньчжурии»